# 塩野魁土
塩野 魁土（しおの かいと、1994年1月20日 - ）は、埼玉県出身の日本の俳優。NEWSエンターテインメントに所属。

## 人物
- 趣味：音楽鑑賞、映画鑑賞。
- 特技：歌、イラストを描く事。

## 主な出演

### 映画
- トリック -劇場版2-（2006年、東宝） - 青沼和彦（幼少期）役
- ぼくのおばあちゃん（2008年） - 市川 役

### テレビドラマ
- 茂七の事件簿 新ふしぎ草紙（2002年9月6日、NHK） - 第8話、 小一郎 役
- 子連れ狼 (北大路欣也版)（2002年-2004年、テレビ朝日） - 第7話、 市兵衛 役
- こころ（2003年、NHK） - 橘和博 役
- 天罰屋くれない 闇の始末帖（2003年、テレビ朝日） - 松坂逢之助 役
- 初蕾（2003年12月8日、TBS） - 小太郎 役
- 異議あり!女弁護士大岡法江（2004年、テレビ朝日） - 第4話、 外園護 役
- はぐれ刑事純情派（2004年9月1日、テレビ朝日） - 第9話、 昇平 役
- 作家・如月祥子の事件ルポ（2006年、テレビ東京） - 井上一也 役
- ちいさこべ（2006年、NHK） - 沖石鶴之助 役
- 僕の歩く道（2006年、関西テレビ） - 古賀和彦 役
- ママの神様（2008年、TBS） - 中井博之 役
- 水戸黄門第39部（2008年、TBS） - 信太郎 役

### CM
- スカイパーフェクトTV ラジオCM Jリーグ・将来の夢篇 マサユキ君の声
- BS朝日 野村証券「息子の入学式」
- 明光義塾

### 舞台
- エリザベート (ミュージカル)（2004年、帝国劇場、中日劇場、博多座、梅田コマ劇場）　-　少年ルドルフ　役